# Chaetonodexodes marshalli
Chaetonodexodes marshalli är en tvåvingeart som beskrevs av Aldrich 1931. Chaetonodexodes marshalli ingår i släktet Chaetonodexodes och familjen parasitflugor. Inga underarter finns listade i Catalogue of Life.